# Raised by the People
Raised by the People (en español: Criado por la gente) es el primer álbum de estudio del cantante estadounidense Notch, conocido por su etapa en Born Jamericans. Fue publicado el 22 de mayo de 2007 bajo su imprenta Cinco Por Cinco Records y siendo distribuido por Machete Music.

## Antecedentes
Norman Howell “Notch” fue criado en Connecticut, siendo hijo de un padre jamaiquino-cubano, quien fue bajista en una banda local de reggae como acto telonero de figuras como Horace Andy y Toots and the Maytals, mientras que su madre era una puertorriqueña con ascendencia africana, lo cual influyó tanto en sus raíces musicales como también en los idiomas para expresarse: español, inglés y patois jamaiquino. A aquella combinación le acuñó un término, Spatoinglish, donde también le hace tributo al cantante jamaiquino Pinchers.
Luego de estar unos años a dúo con Horace “Edley Shine” Payne en Born Jamericans, Notch decidió prescindir de cantar en hip hop y reggae a combinar otros géneros como dancehall y R&B en español, inspirado por un mixtape bilingüe de Tony Touch, lo que coincidió con un fuerte ascenso musical en Puerto Rico. «Hay que bueno», una canción suya de 2002, consiguió notoriedad en el país cuando tuvo una remezcla en reguetón por DJ Blass y fue tocado en radios locales, como también en clubs nocturnos.

## Concepto
Debido al éxito gradual de «Hay que bueno» dentro de la escena musical de Puerto Rico, Notch recibió distintas ofertas de sellos discográficos, pero declinando muchas porque lo encasillaban a un ritmo en particular, hasta que Machete Music estuvo interesado en su propuesta trilingüe.
Sobre el nombre del álbum, es una mención al origen de su música, la cual considera ser fuertemente arraigada a su contexto cultural. El cantante compara su estilo musical flexible con la época popular de Harry Belafonte, al tener un objetivo similar de crear un multi-género popular. Sobre estas fusiones, comentaba haber grabando canciones con aspectos de cumbia mexicana y merengue destinados al álbum. Otras canciones como la versión nueva de «Hay que bueno», «Dale pa' tra» y «Guaya Guaya» han sido descritas como reguetón por completo, mientras «Que te pica» con sus toques de merengue fue comparado a las canciones bailables de Sandy & Papo.

## Promoción
Antes de la publicación de su álbum, dos de sus sencillos previos tuvieron lanzamientos en formato EP. «Verme» junto a Baby Ranks, fue publicado en septiembre de 2006, contiene varios instrumentales y remezclas. «Guaya Guaya» fue publicado en marzo de 2007, la cual incluye como lado B la canción «Zoom Gyal» en distintas versiones.
Una vez fue firmado por Machete, fue presentado ante más de 16 000 personas en el evento Latino 96.3, además de tener participaciones en eventos privados para Universal y el after-party anual de los Premios Billboard Latino en abril de 2007. El álbum tuvo una publicación en formato digipak con acción interactiva, esto pensado para combatir contra la piratería y distribución digital de fácil acceso.

## Lista de canciones
| N.º      | Título                                          | Duración |  |
| 1.       | «Intro / Hay que bueno [sic]»                   | 3:19     |  |
| 2.       | «Dale pa' tra (Back It Up)»                     | 3:32     |  |
| 3.       | «Algarete»                                      | 2:36     |  |
| 4.       | «Guaya Guaya»                                   | 3:30     |  |
| 5.       | «Que te pica»                                   | 3:12     |  |
| 6.       | «Layaway Love»                                  | 2:57     |  |
| 7.       | «Rosalinda»                                     | 3:47     |  |
| 8.       | «Tráemelo»                                      | 2:54     |  |
| 9.       | «Tócame»                                        | 3:06     |  |
| 10.      | «Más de ti»                                     | 3:03     |  |
| 11.      | «Ella se fue»                                   | 4:22     |  |
| 12.      | «Castigo»                                       | 3:49     |  |
| 13.      | «No problema»                                   | 3:26     |  |
| 14.      | «Jah Mexi Cali»                                 | 3:44     |  |
| 15.      | «Mano y mano»                                   | 3:14     |  |
| 16.      | «Verme (Club Version)» (con Baby Ranks y Jabba) | 3:08     |  |
| 17.      | «Chévere (Remix)» (con Voltio)                  | 3:26     |  |
| 18.      | «Bailar Reggae»                                 | 3:32     |  |
| 19.      | «Bun Out Bad Mind»                              | 2:45     |  |
| 20.      | «Hay que bueno (Remix)»                         | 3:50     |  |
| 01:07:12 |                                                 |          |  |

| iTunes exclusive |               |          |  |
| N.º              | Título        | Duración |  |
| 21.              | «Tu ta' loco» | 3:05     |  |
| 01:10:17         |               |          |  |

## Créditos y personal
Adaptados desde AllMusic.
- Norman Howell (Notch) – Artista principal, composición, producción de álbum.
- Gustavo López – Productor ejecutivo.
- Simone Burton – Productor ejecutivo.
- Michael Michel – Productor ejecutivo.
- Toy Hernández – A&R.
- Chris Gehringer – Masterización.
- Robert “LB” Dorsey – Mezcla.
- Ben Diehl – Asistente de ingeniería.
- Gilbert Fuentes – Asistente de ingeniería.
- Samuel Jusino Jr. – Asistente de ingeniería.
- Vladimir Félix – Composición, ingeniería, mezcla, producción.
- Dwayne Chin-Quee (Supa Dups) – Composición, producción.
- Elisa “Eli” Rivera – Composición, guitarra, producción.
- M. “Khan” Chin – Producción.
- Luis Boria (Chasebeats) – Composición, producción.
- Pedro “SP” Polanco – Producción.
- J.J. Key – Producción vocal.
- Pedro “Conga” López – Acordeón.
- Sal Cuevas – Bajo.
- Keyon Harrold – Trompeta.
- Marie Carmen – Voces de apoyo.
- Baby Ranks – Artista invitado, composición.
- Jabba – Artista invitado.
- Julio Irving Ramos – Artista invitado, composición.
- Edward Grullón – Composición.
- Marcos Masis – Composición.
- Alvin Phillip (Mr. Phillips) – Composición.
- Ernesto Roberts – Composición.

Arte y concepto
- Daniel Hastings – Dirección de arte, fotografía.
- David Irlanda – Diseño gráfico.
- Christian Cortes – Ilustraciones.

## Posicionamiento en listas
| Listas (2007)                        | Mejor posición |
| ------------------------------------ | -------------- |
| Estados Unidos (Latin Rhythm Albums) | 13             |
| Estados Unidos (Reggae Albums)       | 4              |
| Estados Unidos (Top Latin Albums)    | 73             |